# Polycitor porrecta
Polycitor porrecta is een zakpijpensoort uit de familie van de Polycitoridae. De wetenschappelijke naam van de soort is voor het eerst geldig gepubliceerd in 1962 door Millar.